# Ossigeno (Pitura Freska)
Ossigeno è il primo album in studio del gruppo musicale italiano Pitura Freska, pubblicato nel 1990.

## Il disco
L'album è stato pubblicato solamente in musicassetta (non esiste alcuna ristampa in vinile o CD) nel 1990 e con una scarsa rete distributiva, si trova in streaming su Spotify. Contiene canzoni in lingua veneziana, alcune delle quali rimarranno tra le più note della band: tra tutte Pin Floi, che, riproposta nell'album del 1991 'Na bruta banda (il primo loro lavoro distribuito su tutto il territorio nazionale da una major discografica), porterà al successo il gruppo di Skardy. La canzone, divenuta una pietra miliare della canzone dialettale veneziana, racconta l'esperienza diretta del cantante Sir Oliver Skardy che non riuscì a raggiungere l'area del concerto dei Pink Floyd a Venezia a causa della grande confusione e dello sciopero dei trasporti pubblici locali indetto proprio il giorno del concerto.
Registrato allo Studio Input di Treviso da Federico Gavagnin e mixato da Amedeo Vox.

## Tracce
Lato A
1. Suca baruca – 3:35
2. Bateo – 4:19
3. Doc – 5:37
4. Dee bone – 3:02
5. Saria beo – 4:11

Durata totale: 20:44
Lato B
1. Summit – 4:51
2. Casba – 4:35
3. Murassi – 5:00
4. Pin Floi – 5:53

Durata totale: 20:19

## Formazione
- Sir Oliver Skardy: voce
- Cristiano Verardo: chitarra
- Francesco Duse: chitarra
- Marco Forieri: sax
- Valerio Silvestri: tromba